# Cabrejas del Pinar
Cabrejas del Pinar – gmina w Hiszpanii, w prowincji Soria, w Kastylii i León, o powierzchni 124,14 km². W 2011 roku gmina liczyła 414 mieszkańców.